# Выборы губернатора Ленинградской области (2020)
Выборы губернатора состоялись в Ленинградской области 13 сентября 2020 года в единый день голосования. Губернатор избирался сроком на 5 лет.
На 1 января 2020 года в области было зарегистрировано 1 362 664 избирателей, из которых 20 % (276 027 избирателей) во Всеволожском районе.

## Предшествующие события
С 28 мая 2012 года должность губернатора занимает Александр Дрозденко.
С 2010 года по 31 мая 2012 года в России главы субъектов наделялись полномочиями по представлению президента России, который выбирал кандидата из трёх кандидатур, представленных ему партией, имеющей большинство в региональном парламенте. Дрозденко заявлялся «Единой Россией» в списке кандидатов, был выбран президентом Дмитрием Медведевым и утверждён заксобранием Ленинградской области на пятилетний срок.
Через три года, в мае 2015 года, Дрозденко досрочно подал в отставку и при этом попросил у президента Путина разрешения баллотироваться вновь, так без такого разрешения закон это запрещал. Путин дал разрешение и назначил Дрозденко врио губернатора до вступления в должность избранного на выборах. На состоявшихся 13 сентября 2015 года досрочных выборах Дрозденко получил 82,1 % голосов избирателей при явке 44,26 %. 30 сентября вступил в должность на следующие 5 лет.
10 июня 2020 года действующий губернатор Дрозденко попросил президента Владимира Путина «согласовать его кандидатуру» для участия в предстоящих выборах, хотя законом о выборах никакого согласования не предусмотрено.

## Избирательная комиссия
Избирательная комиссия Ленинградской области состоит из 14 членов, была сформирована в ноябре 2017 года на 5 лет. Председатель избирательной комиссии — Михаил Лебединский (с 16 февраля 2017 года, переизбран 25 ноября 2017 года). В 2015—2016 годах Лебединский занимал должность вице-губернатора Ленинградской области — руководителя аппарата губернатора Александра Дрозденко и возглавляемого им областного правительства.

## Ключевые даты
- 10 июня 2020 года Законодательное собрание Ленинградской области назначило выборы на 13 сентября 2020 года — единый день голосования (за 100—90 дней до дня голосования)
  - в следующие 6 дней избирательной комиссией опубликован расчёт числа подписей, необходимых для регистрации кандидата
- с 11 июня по 1 июля — период выдвижения кандидатов (20 дней, отсчёт начинается со следующего дня после назначения выборов)
  - агитационный период начинается со дня выдвижения кандидата и прекращается за одни сутки до дня голосования
- период сбора подписей муниципальных депутатов для регистрации кандидата начинается после представления в избирательную комиссию заявления кандидата о согласии баллотироваться
- с 20 июля по 30 июля (за 55—45 дней до дня голосования) — представление документов для регистрации кандидатов; к заявлениям должны прилагаться листы с подписями муниципальных депутатов и список трёх кандидатов на должность члена Совета Федерации
  - решение избирательной комиссии о регистрации кандидата — в течение 10 дней со дня подачи документов в избирком
- с 15 августа по 11 сентября — период агитации в СМИ (начинается за 28 дней до дня голосования)
- 12 сентября — «день тишины»
- 13 сентября — день голосования

## Требования к кандидатам
В Ленинградской области кандидаты выдвигаются только политическими партиями, имеющими в соответствии с федеральными законами право участвовать в выборах. Самовыдвижение не допускается. Согласно уставу избран может быть гражданин Российской Федерации, достигший возраста 30 лет. У кандидата не должно быть гражданства иностранного государства либо вида на жительство в какой-либо иной стране.

### Муниципальный фильтр
1 июня 2012 года вступил в силу закон, вернувший прямые выборы глав субъектов Российской Федерации. Однако был введён так называемый муниципальный фильтр, для прохождения которого кандидатам требуется собрать в свою поддержку от 5 % до 10 % подписей от общего числа муниципальных депутатов и избранных на выборах глав муниципальных образований, в числе которых должно быть от 5 до 10 депутатов представительных органов муниципальных районов и городских округов и избранных на выборах глав муниципальных районов и городских округов. Муниципальным депутатам представлено право поддержать только одного кандидата.
В Ленинградской области кандидаты должны собрать подписи 7 % муниципальных депутатов и глав муниципальных образований. Среди них должны быть подписи депутатов районных и городских советов и (или) глав районов и городских округов в количестве 10 % от их общего числа. Кроме того, кандидат должен получить подписи не менее чем в трёх четвертях районов и городских округов, то есть в 14 из 18.
Так на выборах 2015 года каждый кандидат должен был собрать подписи от 161 до 169 депутатов всех уровней и глав муниципальных образований, из которых от 45 до 47 — депутатов райсоветов и советов городских округов и глав районов и городских округов. При этом нужно собрать подписи не менее чем в 14 районах либо не менее чем в 13 районах и единственном городском округе.

## Кандидаты
| Кандидат                         | Должность (на момент выдвижения) | Субъект выдвижения       | Статус              |
| -------------------------------- | --- | ------------------------ | ------------------- |
| Калинин Александр Юрьевич        | Атаман Станичного казачьего общества «Станица Ладожская» | Партия Социальной Защиты | снялся с выборов    |
| Габитов Александр Фирович        | Президент Регионального объединения работодателей «Союз промышленников и предпринимателей Ленинградской области»                                                                              | Гражданская платформа    | зарегистрирован     |
| Лебедев Андрей Ярославович       | Руководитель фракции ЛДПР в Законодательном собрании Ленинградской области, председатель постоянной комиссии по строительству, транспорту, связи и дорожному хозяйству                        | ЛДПР                     | зарегистрирован     |
| Дрозденко Александр Юрьевич      | Губернатор Ленинградской области | Единая Россия            | зарегистрирован     |
| Гришков Вадим Федорович          | секретарь, член бюро Ленинградского обкома партии | КПРФ                     | отказ в регистрации |
| Перминов Александр Александрович | Руководитель фракции Справедливая Россия в Законодательном собрании Ленинградской области, председатель постоянной комиссии по образованию, науке, культуре, туризму, спорту и делам молодежи | Справедливая Россия      | зарегистрирован     |
| Шинкаренко Валерий Викторович    | руководитель юридического департамента | Родина                   | отказ в регистрации |

Регистрации кандидата от КПРФ Вадим Гришков может помешать отсутствие подписи на протоколе предвыборной конференции Ленинградского обкома КПРФ — председателя регионального отделения Андрея Попова.
На 4 августа 2020 года зарегистрировано 4 кандидата: Александр Габитов, Андрей Лебедев, Александр Дрозденко и Александр Перминов. Александр Калинин отозвал свою кандидатуру, помимо этого, как и Валерий Шинкаренко не смог собрать достаточное количество подписей. Решение об отказе в регистрации Вадима Гришкова было вынесено 6 августа — кандидат представил 112 подписей муниципальных депутатов при 155 необходимых

## Результаты
16 сентября Избирательная комиссия Ленинградской области подвела окончательные результаты выборов. Губернатором избран Александр Дрозденко.
| Место                                    | Место                                    | Кандидат                                 | Партия                                   | Голосов   | %       |
| ---------------------------------------- | ---------------------------------------- | ---------------------------------------- | ---------------------------------------- | --------- | ------- |
|                                          | 1.                                       | Александр Дрозденко                      | Единая Россия                            | 585 831   | 83,61 % |
|                                          | 2.                                       | Андрей Лебедев                           | ЛДПР                                     | 51 193    | 7,31 %  |
|                                          | 3.                                       | Александр Перминов                       | Справедливая Россия                      | 32 045    | 4,57 %  |
|                                          | 4.                                       | Александр Габитов                        | Гражданская Платформа                    | 21 425    | 3,06 %  |
|                                          |                                          |                                          |                                          |           |         |
| Действительных бюллетеней                | Действительных бюллетеней                | Действительных бюллетеней                | Действительных бюллетеней                | 690 494   | 98,54 % |
| Недействительных бюллетеней              | Недействительных бюллетеней              | Недействительных бюллетеней              | Недействительных бюллетеней              | 10 206    | 1,46 %  |
| Всего                                    | Всего                                    | Всего                                    | Всего                                    | 700 700   | 100 %   |
|                                          |                                          |                                          |                                          |           |         |
| Число бюллетеней, выданных досрочно      | Число бюллетеней, выданных досрочно      | Число бюллетеней, выданных досрочно      | Число бюллетеней, выданных досрочно      | 399 405   | 56,96 % |
| Число бюллетеней, выданных на участке    | Число бюллетеней, выданных на участке    | Число бюллетеней, выданных на участке    | Число бюллетеней, выданных на участке    | 271 015   | 38,65 % |
| Число бюллетеней, выданных вне помещения | Число бюллетеней, выданных вне помещения | Число бюллетеней, выданных вне помещения | Число бюллетеней, выданных вне помещения | 30 792    | 4,39 %  |
|                                          |                                          |                                          |                                          |           |         |
| Явка                                     | Явка                                     | Явка                                     | Явка                                     | 701 212   | 51,52 % |
| Число избирателей                        | Число избирателей                        | Число избирателей                        | Число избирателей                        | 1 361 062 | 100 %   |